# Greed (WCW)
WCW Greed fu l'ultimo pay-per-view di wrestling prodotto dalla World Championship Wrestling prima della sua cessione a Vince McMahon e della conseguente confluenza nella World Wrestling Federation.
L'evento si svolse il 18 marzo 2001, presso il Memorial Coliseum di Jacksonville (Florida), otto giorni prima dell'ultimo episodio di Monday Nitro.
Il main-event dello show fu l'incontro tra il campione Scott Steiner e lo sfidante Diamond Dallas Page per il WCW World Heavyweight Championship.

## Risultati
| #  | Match                                                                     | Stipulazione                                                            | Durata |
| -- | ------------------------------------------------------------------------- | ----------------------------------------------------------------------- | ------ |
| 1  | Jason Jett sconfigge Kwee Wee                                             | Single match                                                            | 12:17  |
| 2  | Elix Skipper e Kid Romeo hanno sconfitto Billy Kidman e Rey Mysterio Jr.  | Tag team match per l'inaugurale WCW Cruiserweight Tag Team Championship | 13:46  |
| 3  | Shawn Stasiak (con Stacy Keibler) ha sconfitto Bam Bam Bigelow            | Single match                                                            | 05:55  |
| 4  | Lance Storm & Mike Awesome hanno sconfitto Hugh Morrus e Konnan           | Tag team match                                                          | 11:28  |
| 5  | Shane Helms sconfigge Chavo Guerrero Jr (c)                               | Single match per il WCW Cruiserweight Championship                      | 13:57  |
| 6  | Chuck Palumbo e Sean O'Haire (c) hanno sconfitto Buff Bagwell e Lex Luger | Tag team match per il WCW World Tag Team Championship                   | 00:54  |
| 7  | Ernest Miller (con Ms. Jones) ha sconfitto Kanyon                         | Single match                                                            | 10:31  |
| 8  | Booker T ha sconfitto Rick Steiner (c)                                    | Single match per il WCW United States Heavyweight Championship          | 07:31  |
| 9  | Dustin Rhodes e Dusty Rhodes hanno sconfitto Jeff Jarrett e Ric Flair     | Tag team match                                                          | 09:58  |
| 10 | Scott Steiner (c) (con Midajah) ha sconfitto Diamond Dallas Page          | Falls count anywhere match per il WCW World Heavyweight Championship    | 14:14  |